# Quixilà
Quixilà és el primer vescomte de vescomtat de Narbona conegut. Apareix esmentat presidint un plau o juici l'any 802, en el qual s'assignava a Anià, abat de Caunes, certs drets sobre un monestir que fins aleshores tenia en precari. Cixilà presidia el judici com a suplent del bisbe de Narbona, al que, per les característiques de l'afer, corresponia la presidència. Pel que se sap hauria exercit les funcions des de vers el 800 al 821 quan el va succeir Agilbert de Narbona.